# Notman Photographic Archives
Notman Photographic Archives je archiv fotografických snímků původně shromážděných fotografem Williamem Notmanem. Je pod správou McCordova muzea kanadské historie v Montrealu v Quebecu. Do archivů mohou nahlížet Instituce a badatelé z celého světa. Tyto historicky neocenitelné archivy poskytují prostřednictvím svých tisíců snímků – krajin, známých osobností, rodin, míst, událostí a aktivit – vizuální historii Montrealu, Quebecu a Kanady od 40. let 19. století do současnosti. Kromě ikonografické databanky s 1 250 000 fotografiemi archivy obsahují různé položky raného fotografického vybavení a příslušenství.

## Profil
Více než 450 000 fotografií (včetně 200 000 skleněných negativů) pořídilo studio Notman za 78 let svého působení. Každý skleněný negativ je doplněn tiskem, který je identifikován, uveden a klasifikován v číselném pořadí v jednom z 200 alb a v abecedním pořadí v jednom ze 43 dalších alb. Hlavní období tohoto archivu jsou léta 1840–1935. Asi 800 000 snímků je pořízeno jinými fotografy (od 19. století do současnosti), včetně takových známých osobností, jako jsou Alexander Henderson a John Taylor.
Součástí je malá, ale důležitá sbírka fotografického vybavení.

## Galerie

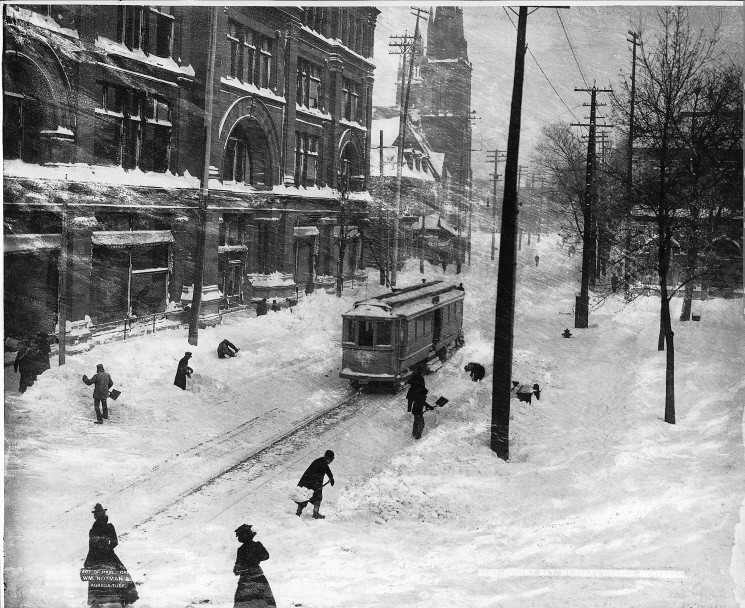
Wm. Notman & Son: Stormy day, Saint Catherine Street, Montreal, Quebec, Canada
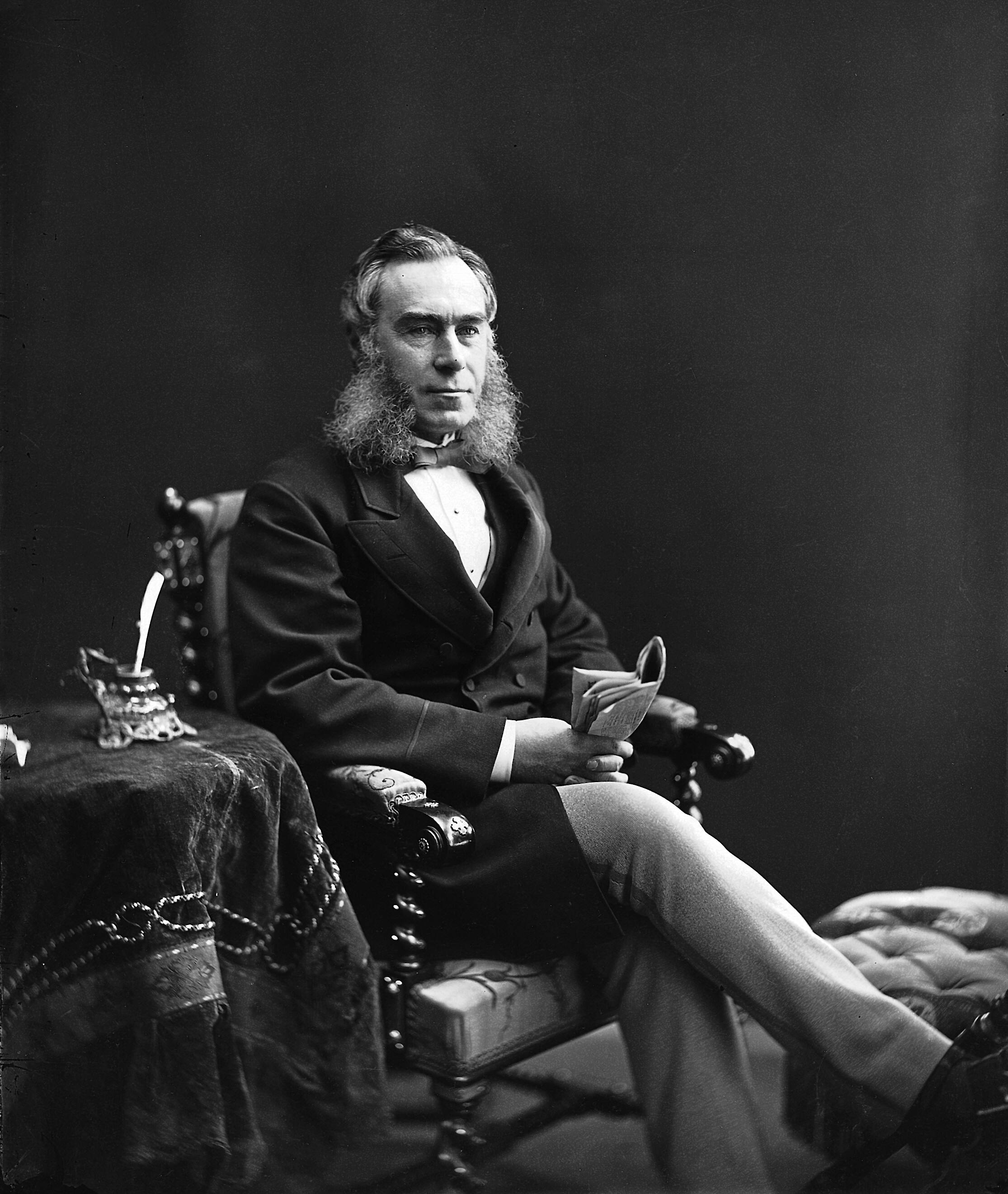
William Notman: Peter Redpath, 1871
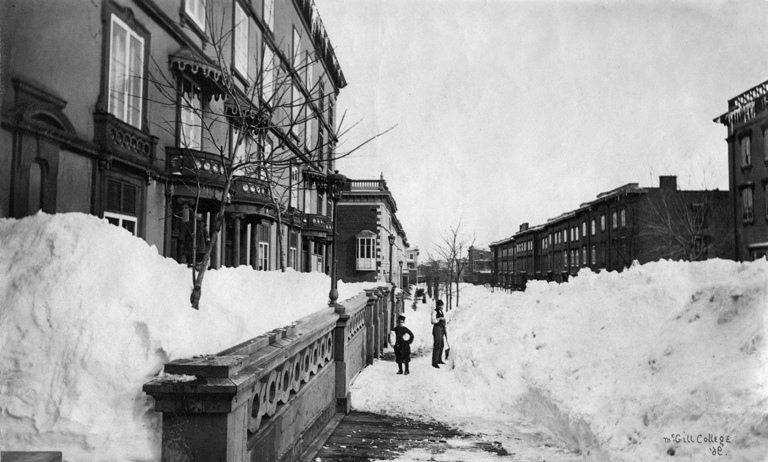
Alexander Henderson: McGill College Avenue, pohled na jih z ulice Sherbrooke Street, Montreal, 1869